# 徳川里子
德川 里子（とくがわ さとこ、1878年（明治11年）4月23日 - 1954年（昭和29年）3月1日）は、福井藩の元藩主松平慶永の六女。男爵徳川厚の夫人。
華族女学校を卒業。1895年12月、徳川厚と結婚する。日本赤十字社篤志看護夫人会会員。厚との間に喜翰・大木喜福（大木遠吉養子）・喜好・喜知・喜久子・喜堅の6子を儲けた。